# Culbertson (Nebraska)
Culbertson è un comune degli Stati Uniti d'America, situato nello Stato del Nebraska, nella Contea di Hitchcock.